# 原史考古学
原史考古学（げんしこうこがく）とは、先史考古学・歴史考古学に対して、文献や伝承がある程度存在しているが十分ではない原史時代の遺跡・遺物を研究する考古学のことである。

## 概要
原史時代は日本においては古墳時代を中心とした時期（弥生時代を含むとする説もある）に相当し、その歴史研究には遺跡や遺物の研究に依拠する部分が大きい時代である。文献面においては、『古事記』・『日本書紀』・『風土記』・『万葉集』に記された記録・伝承・文学作品からこの時代の一端を垣間見ることが可能であるが、それだけでは十分ではなく、考古学的成果を合わせて活用することが必要となる。
先史考古学は自然史としての側面を有し、歴史考古学は豊富な文献史料の補完的役目を有するのに対して、原史考古学は即地即物主義の原則を重視しながらも歴史学や民族学との共同作業を必要とする分野であるという面で特徴があると言える。